# Gran Premio de Finlandia de Motociclismo de 1975
El Gran Premio de Finlandia de Motociclismo de 1976 fue la décima prueba de la temporada de 1975 del Campeonato Mundial de Motociclismo. El Gran Premio se disputó el 27 de julio de 1975 en el Circuito de Imatra.

## Resultados 500cc
En la categoría reina, el italiano Giacomo Agostini da un paso importantísimo en la lucha por el título al adjudicarse la victoria en este Gran Premio y que el hasta ahora líder de la clasificación provisional, el británico Phil Read tuviera que abandonar por rotura de motor. Ahora la clasificación está liderado por Agostini con un solo punto de ventaja sobre Read.
| Pos. | Piloto              | Equipo        | Tiempo     | Pts. |
| ---- | ------------------- | ------------- | ---------- | ---- |
| 1    | Giacomo Agostini    | Yamaha        | 48' 25" 7  | 15   |
| 2    | Teuvo Länsivuori    | Suzuki        | +53" 1     | 12   |
| 3    | Jack Findlay        | Yamaha        | +2' 03"    | 10   |
| 4    | Chas Mortimer       | Maxton-Yamaha | +1 Vuelta  | 8    |
| 5    | Steve Ellis         | Yamaha        | +1 Vuelta  | 6    |
| 6    | Horst Lahfeld       | König         | +1 Vuelta  | 5    |
| 7    | Thierry Vanderveken | Yamaha        | +1 Vuelta  | 4    |
| 8    | Johnny Bengtsson    | Yamaha        | +1 Vuelta  | 3    |
| 9    | Björn Hasli         | Yamaha        | +1 Vuelta  | 2    |
| 10   | Seppo Kangasniemi   | Yamaha        | +2 Vueltas | 1    |
| 11   | Pentti Lehtelä      | Yamaha        | +2 Vueltas |      |
| 12   | Neil Tuxworth       | Yamaha        | +2 Vueltas |      |
| 13   | Ari Heikkilä        | Yamaha        | +2 Vueltas |      |
| Ret  | Tapio Virtanen      | Yamaha        | Ret        |      |
| Ret  | Gianfranco Bonera   | MV Agusta     | Ret        |      |
| Ret  | Alex George         | Yamaha        | Ret        |      |
| Ret  | Karl Auer           | Yamaha        | Ret        |      |
| Ret  | Phil Read           | MV Agusta     | Ret        |      |
| Ret  | John Williams       | Yamaha        | Ret        |      |
| Ret  | Barry Sheene        | Suzuki        | Ret        |      |
| Ret  | Philippe Coulon     | Yamaha        | Ret        |      |
| Ret  | Edmar Ferreira      | Yamaha        | Ret        |      |
| Ret  | Charlie Williams    | Maxton-Yamaha | Ret        |      |
| Ret  | Armando Toracca     | Suzuki        | Ret        |      |
| Ret  | Dave Stanley        | Yamaha        | Ret        |      |
| Ret  | Charlie Dobson      | Yamaha        | Ret        |      |
| DNS  | Hans Stadelmann     | Yamaha        | DNS        |      |

## Resultados 350cc
El  duelo entre los aspirantes al título, el venezolano Johnny Cecotto y el italiano Giacomo Agostini fue ajustada pero finalmente cayó del lado del sudamericano que ve aumentadas sus posibilidades de conseguir el título mundial. El tercer puesto en esta carrera fue para el francés Patrick Pons.
| Pos. | Piloto              | Equipo          | Tiempo    | Pts. |
| ---- | ------------------- | --------------- | --------- | ---- |
| 1    | Johnny Cecotto      | Yamaha          | 47' 25" 6 | 15   |
| 2    | Giacomo Agostini    | Yamaha          | +10" 1    | 12   |
| 3    | Patrick Pons        | Yamaha          | +14" 6    | 10   |
| 4    | Bruno Kneubühler    | Yamaha          | +37" 3    | 8    |
| 5    | Dieter Braun        | Yamaha          | +39" 3    | 6    |
| 6    | Karl Auer           | Yamaha          | +1' 16" 4 | 5    |
| 7    | Víctor Palomo       | SMAC-Yamaha     | +1' 17" 3 | 4    |
| 8    | Boet van Dulmen     | Yamaha          | +1' 18" 5 | 3    |
| 9    | Alex George         | Yamaha          | +1' 34" 2 | 2    |
| 10   | John Dodds          | Yamaha          | +1' 37" 2 | 1    |
| 11   | Rolf Minhoff        | Yamaha          |           |      |
| 12   | Jack Findlay        | Yamaha          |           |      |
| 13   | Jean-François Baldé | Yamaha          |           |      |
| 14   | Bosse Granath       | Yamaha          |           |      |
| 15   | Reino Eskelinen     | Yamaha          |           |      |
| 16   | Harry Viiala        | Yamaha          |           |      |
| Ret  | Philippe Coulon     | Yamaha          | Ret       |      |
| Ret  | Eero Hyvärinen      | Yamaha          | Ret       |      |
| Ret  | Tom Herron          | Yamaha          | Ret       |      |
| Ret  | Chas Mortimer       | Maxton-Yamaha   | Ret       |      |
| Ret  | Gérard Choukroun    | Yamaha          | Ret       |      |
| Ret  | Olivier Chevallier  | Yamaha          | Ret       |      |
| Ret  | Michel Rougerie     | Harley-Davidson | Ret       |      |
| Ret  | Pekka Nurmi         | Yamaha          | Ret       |      |
| Ret  | Steve Ellis         | Yamaha          | Ret       |      |
| Ret  | Pentti Korhonen     | Yamaha          | Ret       |      |
| Ret  | Walter Villa        | Harley-Davidson | Ret       |      |
| Ret  | Tapio Virtanen      | MZ              | Ret       |      |
| Ret  | Charlie Williams    | Maxton-Yamaha   | Ret       |      |
| Ret  | Dave Stanley        | Yamaha          | Ret       |      |

## Resultados 250cc
En el cuarto de litro, se esperaba una nueva victoria del italiano Walter Villa, que le hubiera dado y matemáticamente la revalidación del título. No obstante, Villa sufrió un accidente en el que tuvo de ser transportado al hospital. Sin oposición en la cabeza, el triunfo fue para el galo Michel Rougerie, compañero de equipo de Villa en la que es la primera victoria en su palmarés.
| Pos. | Piloto             | Equipo          | Tiempo    | Pts. |
| ---- | ------------------ | --------------- | --------- | ---- |
| 1    | Michel Rougerie    | Harley-Davidson | 46' 18" 7 | 15   |
| 2    | Johnny Cecotto     | Yamaha          | +5" 7     | 12   |
| 3    | Otello Buscherini  | Yamaha          | +46" 2    | 10   |
| 4    | Dieter Braun       | Yamaha          | +1' 13"   | 8    |
| 5    | Patrick Pons       | Yamaha          | +1' 13" 3 | 6    |
| 6    | John Dodds         | Yamaha          | +1' 28" 9 | 5    |
| 7    | Harald Bartol      | Yamaha          | +1' 30"   | 4    |
| 8    | John Williams      | Yamaha          | +1' 37" 2 | 3    |
| 9    | Alex George        | Yamaha          | +1' 40"   | 2    |
| 10   | Tom Herron         | Yamaha          | +1' 58" 6 | 1    |
| 11   | Rolf Minhoff       | Yamaha          |           |      |
| 12   | Boet van Dulmen    | Yamaha          |           |      |
| 13   | Hans Hallberg      | Yamaha          |           |      |
| 14   | Olivier Chevallier | Yamaha          |           |      |
| 15   | Ken Nemoto         | Yamaha          |           |      |
| 16   | Eero Hyvärinen     | Yamaha          |           |      |
| 17   | Matti Makila       | Yamaha          |           |      |
| Ret  | Walter Villa       | Harley-Davidson | Ret       |      |
| Ret  | Víctor Palomo      | SMAC-Yamaha     | Ret       |      |
| Ret  | Bruno Kneubühler   | Yamaha          | Ret       |      |
| Ret  | Henk van Kessel    | Yamaha          | Ret       |      |
| Ret  | Chas Mortimer      | Maxton-Yamaha   | Ret       |      |
| Ret  | Pekka Nurmi        | Yamaha          | Ret       |      |
| Ret  | Neil Tuxworth      | Yamaha          | Ret       |      |
| Ret  | Tapio Virtanen     | MZ              | Ret       |      |
| Ret  | Leif Gustafsson    | Yamaha          | Ret       |      |
| Ret  | Pentti Korhonen    | Yamaha          | Ret       |      |
| Ret  | Auno Hakala        | Yamaha          | Ret       |      |
| Ret  | Jussi Rantanen     | Yamaha          | Ret       |      |

## Resultados 50cc
Quinta victoria para el español Ángel Nieto, que sentencia aún más la clasificación general final. El zamorano dejó que el italiano Eugenio Lazzarini dominara parte de la prueba hasta que le rebasó en la parte final de la carrera.
| Pos. | Piloto             | Moto       | Tiempo    | Pts. |
| ---- | ------------------ | ---------- | --------- | ---- |
| 1    | Ángel Nieto        | Kreidler   | 31' 44" 4 | 15   |
| 2    | Eugenio Lazzarini  | Piovaticci | +0" 5     | 12   |
| 3    | Rudolf Kunz        | Kreidler   | +1' 28" 9 | 10   |
| 4    | Nico Polane        | Kreidler   | +1' 55" 1 | 8    |
| 5    | Hans-Jürgen Hummel | Kreidler   | +2' 00" 2 | 6    |
| 6    | Henk van Kessel    | Kreidler   | +2' 05" 6 | 5    |
| 7    | Rolf Blatter       | Kreidler   | +2' 37" 9 | 4    |
| 8    | Kenneth Götesson   | Kreidler   | +2' 41" 4 | 3    |
| 9    | Robert Lavér       | Kreidler   | +2' 41" 7 | 2    |
| 10   | Günter Schirnhofer | Kreidler   | +2' 55" 1 | 1    |
| 11   | Cees van Dongen    | Kreidler   |           |      |
| 12   | Markku Matikainen  | Kreidler   |           |      |
| Ret  | Ulrich Graf        | Kreidler   | Ret       |      |
| Ret  | Gerhard Thurow     | Kreidler   | Ret       |      |
| Ret  | Henk ten Wolde     | Kreidler   | Ret       |      |
| Ret  | Juup Bosman        | Jamathi    | Ret       |      |
| Ret  | Stefan Dörflinger  | Kreidler   | Ret       |      |
| Ret  | Oscar Ekstrandt    | Delta      | Ret       |      |
| Ret  | Ingo Emmerich      | Kreidler   | Ret       |      |
| Ret  | Matti Kinnunen     | Kreidler   | Ret       |      |
| Ret  | Janos Meszaros     | Kreidler   | Ret       |      |
| Ret  | Herbert Rittberger | Kreidler   | Ret       |      |
| Ret  | Pentti Salonen     | Puch       | Ret       |      |
| Ret  | Ove Skifjeld       | Kreidler   | Ret       |      |
| Ret  | Theo Timmer        | Jamathi    | Ret       |      |
| DNS  | Jan Huberts        | Jamathi    | DNS       |      |